# Philodromus brachycephalus
Philodromus brachycephalus este o specie de păianjeni din genul Philodromus, familia Philodromidae, descrisă de Lawrence în anul 1952. Conform Catalogue of Life specia Philodromus brachycephalus nu are subspecii cunoscute.